# Kanelbusk
Kanelbusk (Calycanthus) er en slægt med 3 arter, som er udbredt i Nordamerika og Kina. Det er løvfældende buske med hele, modsatte blade. Blomsterne springer først ud efter løvspringet, og de har talrige, spiralstillede blosterblade i mørkerøde farver. Frugterne er kapsler med talrige frø.
| Beskrevne arter |

- Carolinakanelbusk (Calycanthus floridus)
- Californisk kanelbusk (Calycanthus occidentalis)

| Andre arter |

- Calycanthus chinensis